# Lafonoteca
Lafonoteca est une base de données consacrée à la musique populaire espagnole.

## Histoire
En tant que base de données, Lafonoteca englobe une multitude de styles et de genres musicaux, allant de la pop, du rock ou du hip-hop aux styles musicaux traditionnels espagnols, tels que le flamenco et la rumba. Il contient plus de 1 000 biographies de différents groupes et artistes espagnols. De plus, pour chaque groupe ou artiste, les albums les plus représentatifs sont évalués, classés entre une et cinq étoiles. Lafonoteca publie son contenu sous la licence Creative Commons. 
Parallèlement, ils encouragent les groupes espagnols de jouer à Londres afin de faire connaître la musique indépendante espagnole à l'étranger. Ils lanceront la carrière de groupes comme Triángulo de Amor Bizarro, suivi par Pauline en la Playa, Joe Crepúsculo et Delorean, entre autres. Plus tard, ils commencent à organiser des concerts dans la Péninsule Ibérique ; hormis Madrid, leur lieu de prédilection, ils s'organisent également et très activement à Barcelone, qui a, depuis 2011, assisté à près d'une centaine de concerts, et un à Porto qui est actuellement en arrêt.
En 2011, ils démarrent leurs activités en studio d'enregistrement avec la sortie d'une compilation intitulée No te apures mamá, es solo música pop, suivie par une série de références, jusqu'à dix en 2016.

## Discographie
- VV. AA.: No te apures mamá, es solo música pop (2011)
- VV. AA.: Espectros (2012 ; avec Discos Walden et Maravillosos Ruidos)
- VV. AA.: Madrid está helado (2012)
- VV. AA.: Nuevos bríos (2013)
- El Último Vecino / Futuro: Nuevo anochecer #1 (2013)
- VV.AA.: Mar y Montaña (2014 ; avec LaFonoteca Barcelone)
- Puente Aéreo vol.1: Gúdar+Hazte Lapon (2014 ; avec LaFonoteca Barcelone)
- Puente Aéreo vol.2: Univers+Celica XX (2014 ; avec LaFonoteca Barcelone)
- Los Suspensos: Maquetas perdidas (2014)
- VV.AA.: El Futuro B.S.O (2015)
- Puente Aéreo vol.3: Wild Honey+Betacam+Fred i Son+Neleonard (2015 ; avec LaFonoteca Barcelone)